# Ophiura coriacea
Ophiura coriacea är en ormstjärneart som beskrevs av Christian Frederik Lütken 1855. Ophiura coriacea ingår i släktet Ophiura och familjen fransormstjärnor. Inga underarter finns listade i Catalogue of Life.